# Roman Lombriser
Roman Lombriser (Flawil, 15 januari 1962) is een Zwitsers hoogleraar, componist, dirigent en tamboer.

## Levensloop
Lombriser werd al op zesjarige leeftijd trommelaar in het zogenaamde Fürstenland, een historische regio in Oost-Zwitserland. Van 1978 tot 1981 was hij op de "School of Commerce" in Uzwil en vervolgens tot 1987 aan de "School of Business and Management" in Sankt Gallen en behaalde aldaar zijn Bachelor of Applied Science (1987). In 1988 en 1989 studeerde hij aan de United States International University in San Diego en behaalde zijn Master of Business Administration (MBA) (1989). Zijn studies voltooide hij aan dezelfde universiteit bij Igor Ansoff en promoveerde tot Doctor of Business Administration (DBA) in Strategisch management met de Dissertation: Impact of general manager leadership behavior on success of discontinuous strategic changes in thirty Swiss business firms (1992).
Van 1991 tot 1992 werkte hij als docent - assistent van professor Igor Ansoff - voor de studies tot MBA aan de United States International University in San Diego. In 1993 kwam hij terug naar Zwitserland en werd docent voor bedrijfskunde (Business Administration) aan de Universiteit van Sankt Gallen (HSG) in Sankt Gallen. Van 1993 tot 2002 werd hij docent voor strategisch management en Humanresourcesmanagement aan de Olten Business School in Olten. Vanaf 1998 is hij docent voor strategisch management aan diverse bedrijven-academiën en universiteiten bijvoorbeeld SAP, SAirGroup, Zwitserse PTT en Management Executive Programma's aan de Universiteit van Sankt Gallen - Instituut voor bedrijfskunde (IfB-HSG). Van 1999 tot 2002 was hij gast-professor voor strategisch management aan de United States International University in San Diego. Sinds 2003 is hij eveneens docent voor strategisch management aan de Universiteit van Sankt Gallen. Van 2002 tot 2008 was hij hoogleraar voor strategisch management aan de University of Applied Sciences in Sankt Gallen (FHS) en vanaf 2008 is hij hoogleraar voor strategisch management aan de University of Applied Sciences in Olten (Hochschule für Wirtschaft - Institut für Unternehmensführung)  (FHNW).
Hij is auteur en medeauteur van vele boeken op het gebied van de bedrijfskunde (Administratie, Management, Humanresourcesmanagement).
Naast al deze drukke werkzaamheden in de bedrijfswereld is hij nog dirigent en instructeur van tamboerverenigingen en -federaties in Zwitserland. Sinds vele jaren is hij dirigent van de Tambourenverein Fürstenland in Gossau. Hij is eveneens werkzaam binnen de technische commissie en als jurylid tijdens wedstrijden van de Ostschweizerischer Tambourenverband en Schweizerischer Tambourenverband en als recensent voor het mededelings- en informatieblad van de Zentralschweizer Tambour- und Pfeifferverband. Als hem dat alles nog tijd over laat, dan componeert hij ook nog stukken voor tamboeren en slagwerkensembes.

## Composities

### Werken voor slagwerk / tamboeren
- 1991 Globitrotter
- 2000 Black & White 2000 - Verplicht werk tijdens het Kantonale Musikfest 2000 in Estavayer-le-Lac
- Amedes
- Brasilea
- Calibra
- Chopstix
- Clever & Smart
- Daktari
- Der Pilot
- Diabolo
- Double Fantasy[1]
- Dr. Feelgood and the Surf Drummers
- Festival
- For juniors only
- Fürstenländer
- Funky Spirit
- Funtastic
- Hämmers?[2]
- Happy Landing
- Harlem Shuffle
- Hommage à Willy Blaser
- Hot Shots
- Intus
- Jazz Time
- Kodo-Frisbee
- Le Turbeau 116
- Le troubadix
- Les trois B's
- Nimbus
- Pepito
- Phantomage
- Piccolo
- Slapstix
- SyncopAction
- Top Secret (samen met: Wobmann)
- Tour de Sol

## Publicaties
- samen met Peter A. Abplanalp: Strategien verstehen Begriffe, Konzepte und Instrumente des strategischen Managements, Zürich: Versus, 2013. 150 S., ISBN 978-3-039-09209-3
- Menschlich-soziale Unternehmensführung: Strategischer Vorteil von KMU?, in: Rolf Wunderer: "Corporate Governance zur personalen und sozialen Dimension", Berlin, Luchterhand. 2008. pp. 116–120, ISBN 978-3-47207-138-9
- samen met Peter A. Abplanalp: Strategisches Management. Visionen entwickeln, Strategien umsetzen, Erfolgspotentiale aufbauen, 5. Aufl. Zürich: Versus Verlag. 2006. ISBN 978-3-03909-149-2
- samen met Peter A. Abplanalp en Klaus Wernigk: Strategien für Kleine und Mittlere Unternehmen (KMU): Entwicklung und Umsetzung mit dem KMU*STAR-Navigator, 1. Aufl. Zürich: Versus-Verlag. 2006. 160 p., ISBN 978-3-03909-059-4
- Employability statt Jobsicherheit : Personalmanagement für eine neue Partnerschaft zwischen Unternehmen und Mitarbeitern, Neuwied : Luchterhand, 2001. ISBN 3-472-03865-9
- samen met Patrick Sullivan: Introduction to the Management of Transformational Change, in: Peter H. Antoniou: The H. Igor Ansoff Anthology, Wiley. pp. 283–323, ISBN 978-1-419-61186-5
- Top intrapreneurs : how successful senior executives manage strategic change, London : Financial Times : Pitman Pub., 1994. 240 p. ISBN 978-0-273-60624-6; Italiaanse vertaling: Imprenditori eccellenti - gestire con successo il cambiamento strategico, Milano: Jackson Libri, 1995. 284 p.; Spaanse vertaling José Vicente Pamies-Carlos en Alfonso Lozano: Grandes intraempresarios : desarrollo de nuevos negocios dentro de las organizaciones, Barcelona : Folio, 1994. 240 p., ISBN 978-8-475-83735-2